# Le Concert des Nations

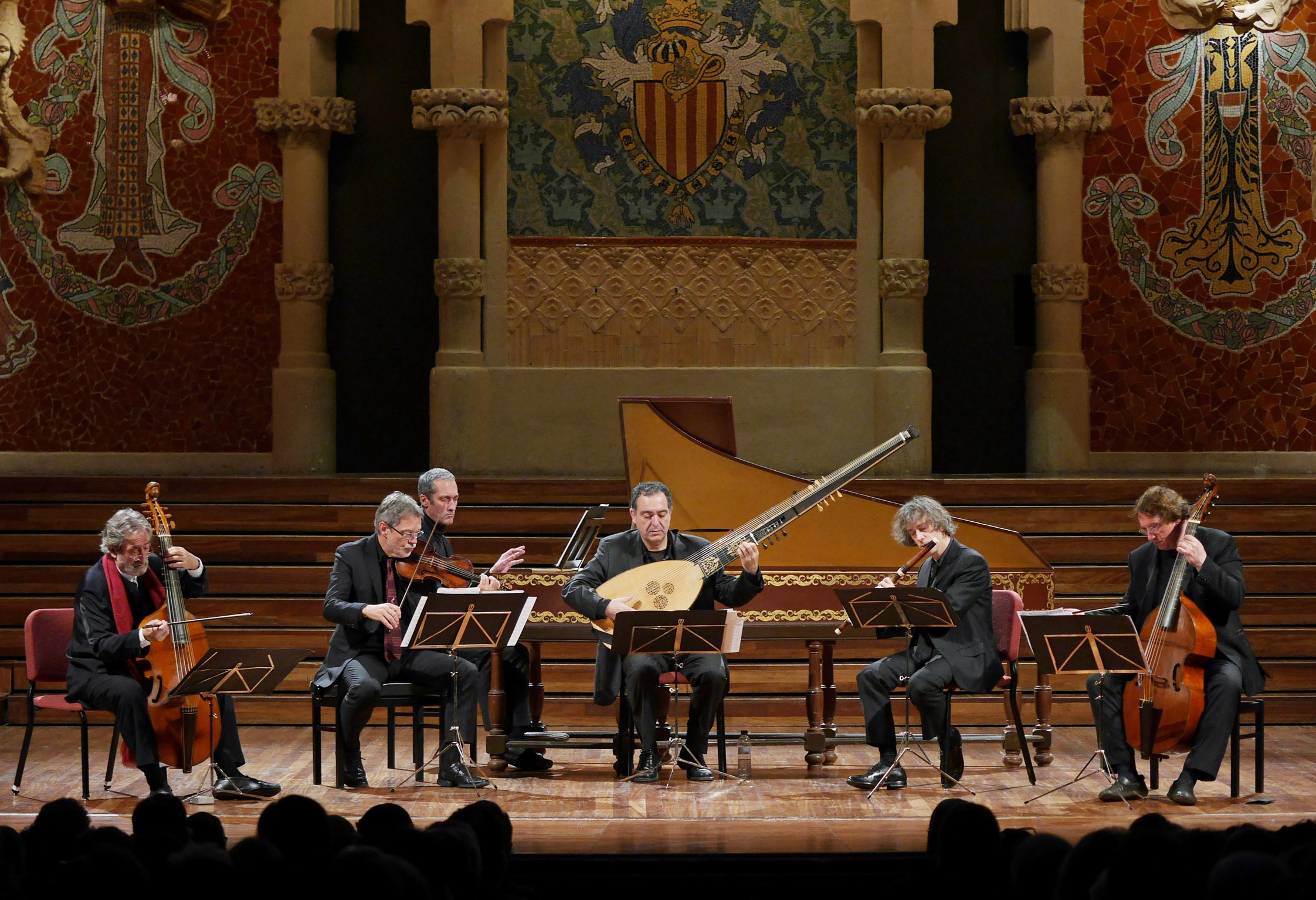
Le Concert des Nations nel Palau de la Música Catalana

Le Concert des Nations è un gruppo musicale spagnolo di musica antica.